# Wallingford (Connecticut)
Wallingford város az Amerikai Egyesült Államok Connecticut államában, New Haven megyében. Lakosainak száma 44 396 fő (2020. április 1.).

## Népesség
A település népességének változása:

| 2010 | 45 135 |
| 2020 | 44 396 |